# Sportpark Kaalheide
Der Städtische Sportpark Kerkrade (‘Kaalheide’) (niederländisch Gemeentelijk Sportpark Kerkrade [‘Kaalheide’]) ist ein Fußballstadion mit Leichtathletikanlage im Ortsteil Spekholzerheide der niederländischen Stadt Kerkrade. Es wurde Anfang der 1950er Jahre in Betrieb genommen und fasste bis zu 25.000 Zuschauer. Später wurde die Zuschauerkapazität aufgrund verschärfter Sicherheitsbestimmungen auf 14.000 reduziert.

## Geschichte
Die Bauarbeiten für das Stadion begannen 1946. Ehemalige Mitglieder der NSB wurden als Häftlinge nach dem Kriege zum Abtragen der vormaligen Schutthalde und Ausheben des Geländes verpflichtet. Die Mannschaften des Sportvereins Juliana aus Spekholzerheide waren ab 1952 die ersten Nutzer des Sportparks. Als der Klub zwei Jahre später mit den Mieten in Rückstand geriet, verwies ihn die Stadtverwaltung des Geländes und der neu gegründete Profiverein Rapid’54 aus Heerlen zog in den Sportpark Kaalheide ein. Nach der Fusion des KNVB mit dem Profiverband NBVB fusionierte Rapid’54 mit Juliana zur Rapid Juliana Combinatie, kurz Rapid JC, die bis 1962 als Erstligist in Kaalheide ansässig war und in der Saison 1955/56 die niederländische Meisterschaft gewann.
Nach der erneuten Fusion 1962 – aus Rapid JC und Roda Sport entstand Roda JC – blieb der Verein zunächst in der Eerste Divisie und bis 1971 in der Drittklassigkeit im Stadion heimisch. Auch nach den Aufstiegen 1971 in die Eerste Divisie und 1973 in die Eredivisie trug Roda JC hier seine Heimspiele aus – am 8. August 1975 erstmals unter Flutlicht, das mit einem Freundschaftsspiel Rodas gegen den FC Liverpool vor 17.000 Zuschauern (Endstand: 1:1) in Betrieb genommen wurde. Ab dem Ende der 1970er Jahre wurde die Kapazität an Sitzplätzen von ursprünglich 650 auf 2000 erweitert. 
In der Saison 1999/2000 nahm Roda JC Abschied von Kaalheide, wo der Verein zweimal Viertelfinalspiele im Europapokal der Pokalsieger ausgetragen hatte. Das letzte Match war am 14. Mai 2000 der 3:2-Ligasieg gegen AZ Alkmaar. Roda JC spielte seitdem im neu errichteten Parkstad Limburg Stadion. Der Sportpark Kaalheide diente zunächst weiterhin als Trainingsgelände für die Roda-Profis und für Fußballspiele anderer Mannschaften des Vereins; außerdem war er Heimstätte für die Leichtathleten von Achilles-Top. Im Winter 2000 wurden die Schalensitze aus dem Sportpark Kaalheide an den befreundeten Fußballverein Alemannia Aachen für den Tivoli gestiftet. Die Haupttribüne wurde 2004 renoviert; die überdachte Stehplatztribüne wurde 2005 wegen des schlechten Zustands des Dachs abgerissen.